# Circe Maia
Circe Maia   (departament de Montevideo, 29 de juny de 1932) és una escriptora, poeta, professora i traductora uruguaiana.

## Biografia
Maia va néixer a Montevideo (Uruguai), el 1932. Els seus pares eren Maria Magdalena Rodríguez i l'escrivàJulio Maia, tots dos procedents de nord d'Uruguai. Va ser el seu pare qui li va publicar el seu primer llibre de poesia, quan Circe tenia 12 anys (Plumitas, 1944). Als seus 19 anys va patir la sobtada mort de la seva mare, que va deixar una profunda petjada en el seu primer llibre de poesia madura, publicat quan tenia 25 anys (En el tiempo, 1958).
Es va casar amb Ariel Ferreira, metge, el 1957, i el 1962 la parella es va mudar a Tacuarembó amb les seves dues primeres filles.
Va cursar estudis de filosofia a l'Institut de Professors Artigas (IPA) i va seguir estudiant filosofia a la Facultat d'Humanitats i Ciències de la Universitat de la República. Es va dedicar al professorat de filosofia en un liceu departamental i a l'Institut de Formació Docent de Tacuarembó.
Va participar en la fundació del Centre d'Estudiants de l'Institut de Professors Artigas (CEIPA) i va ser sòcia activa del Partit Socialista.
Els anys de la dictadura cívic-militar a l'Uruguai van ser durs per a la seva família. Un dia de 1972, els militars van irrompre a les 3 de la matinada a casa seva per arrestar Circe i Ariel, però a ella li van permetre quedar-se perquè la seva filla menor tenia tot just 4 dies. El seu marit va estar dos anys pres per formar part del Moviment d'Alliberament Nacional-Tupamaros. El 1973, Maia va ser destituïda del seu càrrec com a professora d'educació secundària pel govern militar, però va aconseguir continuar donant classes particulars d'idiomes i seguir amb els seus estudis. El 1983 va perdre el seu fill de 18 anys en un accident de trànsit. Aquesta tragèdia, afegida a les dificultats d'escriure sota la dictadura, la va portar cap a un descans en el seu treball poètic. Amb el retorn de la democràcia el 1985, va ser reintegrada al seu càrrec com a professora d'educació secundària. Les seves publicacions van començar de nou amb Destrucciones (1987), un petit llibre escrit en prosa, i Un viaje a Salto (1987), relat en prosa sobre l'empresonament del seu marit.
La publicació de Superficies (1990) va marcar el seu retorn a la poesia i va ser seguida per altres llibres de poesia i les seves traduccions a l'anglès, grec i altres idiomes. Per al públic lector, la publicació més important va ser la recopilació dels seus nou llibres de poesia Circe Maia: obra poética (2007 i 2010), un llibre de més de 400 pàgines.
Va ensenyar filosofia a secundària fins a la seva jubilació el 2001, però continua ensenyant literatura anglesa en un institut privat, prepara grups de teatre a Tacuarembó, a més d'escriure i traduir.
De cara a les eleccions nacionals de 2019, Circe apareix a la llista del Partit Socialista del Front Ampli.

## Poesia
En el seu primer llibre adult, En el tiempo (1958), Maia ja assenyalava que l'expressió adequada de la poesia és «el llenguatge directe, sobri, obert, que no requereix canvi de to en la conversa, però que sigui com una conversa amb major calidesa, més intensitat ... La missió d'aquest llenguatge és descobrir i no cobrir; descobrir els valors, els sentits presents en l'existència i no introduir-nos en un món poètic exclusiu i tancat». Al llarg de tota la seva obra ha romàs fidel a aquest art poètica. Els objectes, les persones, les morts properes, la pintura i el temps són alguns dels temes elegits per «descobrir-se» i descobrir la trama humana. La pròpia experiència es converteix en la possibilitat d'auscultar l'humà i d'establir el diàleg amb un tu sempre present.
Circe Maia al llarg de cinquanta anys de treball poètic s'ha apartat de la literatura hermètica que es torna monòleg. Com ella mateixa diu, veu «en l'experiència diària, viva, una de les fonts més autèntiques de poesia». La seva poesia s'expressa a partir de la sensibilitat, sobretot auditiva i visual.
Alguns dels seus poemes s'han convertit en cançons per Daniel Viglietti, Jorge Lazaroff, Numa Moraes i Andrés Stagnaro, entre d'altres. Que la seva poesia estava d'acord amb l'esperit de l'època es pot veure en el nom del grup del cant popular uruguaià Los que Iban Cantando, inspirat per un poema d'En el tiempo (1958). Potser el més significatiu va ser el seu poema Por detrás de mi voz que es va convertir en canço per Daniel Viglietti el 1978, com Otra Voz Canta. Aquesta cançó, que de vegades es realitza en combinació amb el poema Desaparecidos de Mario Benedetti, va esdevenir una denúncia dels règims militars llatinoamericans que van cometre desaparicions forçades.

## Llibres
- Plumitas (1944)
- En el tiempo (1958)
- Presencia diaria (1958)
- El Puente (1970)
- Maia, Bacelo, Benavides; poesia (1972)
- Cambios, permanencias (1978)
- Dos voces (1981)
- Destrucciones (poesia en prosa, 1986)
- Un viaje a Salto (prosa, 1987)
- Superficies (1990)
- Círculo de luz, círculo de sombra (traduïts al suec, 1996)
- De lo visible (1998)
- Medida por medida (traducció de Shakespeare, 1999)
- Breve sol (2001)
- Ayer un Eucalyptus (obra traduïda a l'anglès, 2001)
- Un viaje a Salto, (traducció a l'anglès, 2004)
- Obra poética, (el conjunt de la seva obra poètica, 2007)
- La casa de polvo sumeria: sobre lectures i traduccions (2011)
- La pesadora de perlas (2013)
- Poemas: Robin Fulton (traducció d'un poeta escocès, 2013)
- Dualidades (2014)
- Transparencias (Antologia poètica. Editorial Visor, Espanya. 2018)

## Premis
- 2007, Premi Nacional de Poesia de l'Uruguay.
- 2009, Homenatge de l'Acadèmia Nacional de Lletres.
- 2010, Premi Bartolomé Hidalgo.
- 2012, Medalla Delmira Agustini.

## Discografia
- Circe Maia por ella misma (Sonopoemas, SP 704)
- 1996, Imagen final y otros textos (Ayuí / Tacuabé A/E164k)
- 2008, Imagen final y otros textos (reedició. Ayuí / Tacuabé A/E164CD)